# Cerochroa ruficeps
Cerochroa ruficeps es un coleóptero de la familia Chrysomelidae.
Fue descrita científicamente en 1855 por Gerstacker.